# Sinularia papillosa
Sinularia papillosa is een zachte koraalsoort uit de familie Alcyoniidae. De koraalsoort komt uit het geslacht Sinularia. Sinularia papillosa werd in 1982 voor het eerst wetenschappelijk beschreven door Li Chupu. 